# Macrophage péritonéal

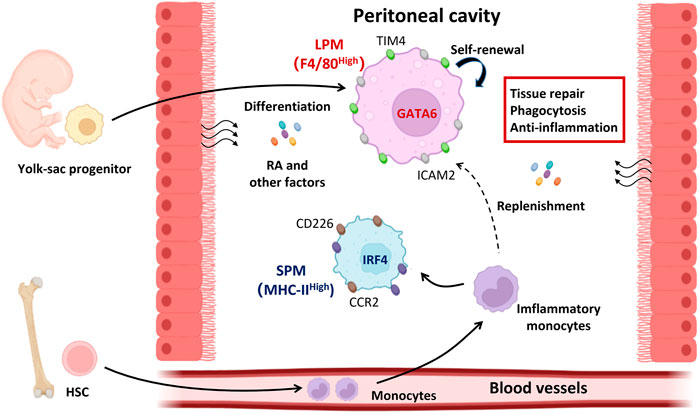
Origine et différences des macrophages péritonéaux

Le macrophage péritonéal est le macrophage qui se situe dans la cavité péritonéale. résidant est divisé en deux groupes: le grand macrophage péritonéal et le petit macrophage péritonéal en fonction de leur taille . En plus de leur différence de taille, il existe  des différences phénotypiques : les grands macrophages péritonéaux ont beaucoup de F4/80 (EGF-like module-containing mucin-like hormone receptor-like 1) et ont peu de complexe majeur d'histocompatibilité de classe II  tandis que les  petits macrophages péritonéaux ont peu de complexe majeur d'histocompatibilité de classe II et beaucoup de F4/80 (EGF-like module-containing mucin-like hormone receptor-like 1). Les grands macrophages péritonéaux sont des macrophages à longue durée de vie car ils expriment des marqueurs plus matures tels que CD40, CD80 et CD86 .. Certains marqueurs uniques sont spécifiquement exprimés sur chaque sous-ensemble, par exemple le récepteur des cellules T, la TIM4 (T-cell membrane protein 4) et la molécule d'adhésion intercellulaire 2 (ICAM2) exprimés sur les grands macrophages péritonéaux tandis que CCR2 et CD226 sont exprimés sur les  petits macrophages péritonéaux . En dehors de l'inflammation, les grands macrophages péritonéaux constituent la population dominante (plus de 90 %) avec des profils très identiques, tandis que les  petits macrophages péritonéaux constituent une population très petite (moins de 10 %) et hétérogène composée de plusieurs sous-ensembles monocytaires .
Comme pour le reste  des macrophages résidents, en dehors de l'inflammation, la plupart des macrophages résidant dans les tissus humains proviennent du stade embryonnaire et sont maintenus par auto-renouvellement . Les études de cartographie démontrent que les précurseurs des grands macrophages péritonéaux migrent et résident dans la cavité péritonéale au cours du stade embryonnaire et sont façonnés par le microenvironnement tissulaire . Cependant, les macrophages dérivés de la moelle osseuse peuvent se différencier et acquérir les caractéristiques clés de la population embryonnaire dans la cavité péritonéale et finalement reconstituer ,avec le vieillissement, les grands macrophages péritonéaux dérivés de l'embryon  .